# Capriccio (umetnost)
V slikarstvu je capriccio (italijanska izgovorjava: [kaˈprittʃo], plural: capricci [kaˈprittʃi]) arhitekturna fantazija, ki združuje zgradbe, arheološke ruševine in druge arhitekturne elemente v izmišljenih in pogosto fantastične kombinacije. Te slike lahko vključujejo tudi štafažo (figure). Capriccio spada pod splošnejši izraz krajinskega slikarstva. Ta slog slikanja je bil predstavljen v renesansi in se nadaljeval v baroku.
Do poznega 18. stoletja se je izraz razširil na vsako podobo z enakovredno stopnjo domišljije, kot je na primer uporabljen v naslovih serij grafik Giovannija Battiste Tiepola in Goye, ki se oba osredotočata na figure in ne na arhitekturo.
Izraz se uporablja tudi za druge vrste umetnosti z elementom fantazije (kot capriccio v glasbi).

## Capriccio slog
Obstaja več etimologij, ki so bile predlagane za capriccio, ena od njih izhaja iz italijanske besede capretto, kar v grobem pomeni nepredvidljivo gibanje in vedenje mlade koze. Ta etimologija nakazuje, da je umetniški slog nepredvidljiv in odprt, kolikor ga lahko naredi domišljija.
Filippo Baldinucci je capriccio definiral kot sanjsko interpretacijo subjekta dela, ki izhaja iz svobodne domišljije. Dela Capriccio pogosto obdajajo arhitekturo, ki je bila spremenjena z deli pogleda, ki je upošteval umetniško svobodo. Capriccio pogosto vzame obstoječe strukture in jih postavi v na novo zamišljene nastavitve in značilnosti. Slike so lahko vse od ponovnega predstavljanja zgradbe v prihodnosti kot ruševin do postavitve zgradbe v povsem drugačno okolje od tistega, v katerem obstaja v resnici. Predmetov slik capriccio zaradi fantastične narave žanra ni mogoče jemati kot natančne upodobitve.
Arhitekt David Mayernik navaja štiri teme, ki jih najdemo v capriccijih:
1. Postavljanje teme na neznane načine
2. Zamišljanje različnih stanj subjekta, kot je zgradba v prihodnosti, ki je bila uničena ali obrabljena s časom
3. Spreminjanje velikosti in merila predmeta
4. Jemanje svobode z velikimi elementi, kot so mesta, fontane itd.

Ko je bilo umetnikom naročeno, da ustvarijo sliko arhitekturnega dela, jih ni nujno zanimala natančna predstavitev stavbe. Namesto tega bi lahko bili svobodnejši v smislu interpretacije in umetniškega dovoljenja. To je umetnikom omogočilo dodajanje okraskov ali drugih arhitekturnih elementov po lastni presoji. Ta umetniška svoboda v capricciu omogoča nenehno preoblikovanje stavbe. K temu je pripomoglo dejstvo, da je arhitektura običajno sestavljena iz močnih linij, tako vodoravnih kot navpičnih, ki so lahko analogne drugim arhitekturnim delom, zaradi česar je mogoče vzeti dele drugih arhitekturnih del in jih umestiti v nov umetniški pogled na določeno stavbo. ki je bil poustvarjen v obliki capriccia. Nekateri umetniki so vzeli elemente, ki niso sodili v prvotni navdih, kot so ljudje, živali ali rastline, in jih vključili v delo. V kraljestvu capriccia slika stavbe ni zapis ali zgodovina, ampak je umetniško delo pred vsem.
Ker so slike capriccia poustvarili različni umetniki, se je prvotna oblika subjekta lahko premaknila dlje od realnosti. Po mnenju umetnostnega zgodovinarja Davida R. Marshalla poustvarjene ali navdihnjene slike, ki so daleč od izvirnika, nimajo očitne povezave. To je še dodatno omogočilo umetnikom, da so si vzeli svobodo pri arhitekturnih upodobitvah. Capriccio velja za obliko umetnosti, ki nagovarja estetiko gledalca tako, da si jemlje svobodo z ekstravaganco, ki se je sčasoma spremenila v umetnost, ki je bila namerno fantastična glede na prvotni arhitekturni del.

## Zgodovina
Predhodnika te vrste dekorativnega arhitekturnega slikarstva najdemo v italijanskem slikarstvu 16. stoletja, zlasti v arhitekturnih okoljih, ki so bili naslikani kot ogrodje velikih fresk in stropnih dekoracij, znanih kot iluzionistično stropno slikarstvo. Ti arhitekturni elementi so pridobili pomen v slikarstvu 17. stoletja in postali samostojni predmeti štafelajnih slik.
Med zgodnjimi izvajalci tega žanra, zaradi katerih je bil žanr priljubljen v Rimu sredi 17. stoletja, sta bila Alessandro Salucci in Viviano Codazzi. Ta umetnika predstavljato dva različna pristopa k žanru: Codazzijevi capricci so bili bolj realistični od Saluccijevih, ki je pokazal več ustvarjalnosti in svobode v svojem pristopu s preurejanjem rimskih spomenikov, da so ustrezali njegovim kompozicijskim ciljem. Iluzionistične freske Agostina Tassija in urbane vedute Clauda Lorraina in Hermana van Swanevelta, ki jih je videl v Rimu, so morda spodbudile Viviana Codazzija, da je začel slikati capricci.
Znan zagovornik capriccia je bil umetnik Giovanni Paolo Pannini (1691–1765). Ta slog je v štiridesetih letih 17. stoletja razširil Canaletto v svoji jedkani veduti ideali ter dela Piranesija in njegovih posnemovalcev.
Poznejši primeri so Poklon siru Christopherju Wrenu in Profesorjeve sanje Charlesa Roberta Cockerella ter Javne in zasebne zgradbe leta 1818, ki jih je zgradil sir John Soane, Josepha Gandyja. Umetnik Carl Laubin je naslikal številne sodobne capriccie v poklon tem delom.
Nadaljnje fantastične razširitve lahko vidimo v Capricci, vplivni seriji jedkanic Giovannija Battista Tiepola, ki je arhitekturne elemente reduciral na koščke klasičnih kipov in ruševin, med katerimi so majhne skupine, sestavljene iz odlitka eksotičnih in elegantnih figur vojakov, filozofov in lepi mladi ljudje opravljajo svoje skrivnostne posle. Nobeni posamezni naslovi ne pomagajo razložiti teh del; razpoloženje in slog sta vse. Kasnejša serija se je imenovala Scherzi di fantasia – 'Fantastične skice'. Njegov sin Domenico Tiepolo je bil med tistimi, ki so posnemali te grafike, pri čemer je ta izraz pogosto uporabljal v naslovih.
Goyeva serija osemdesetih grafik Los Caprichos in zadnja skupina grafik v njegovi seriji Vojne nesreče, ki jo je poimenoval caprichos enfáticos ('poudarjene kaprice'), sta daleč od duha lahkotne fantazije, ki jo izraz običajno nakazuje. Vzamejo Tiepolov format skupine figur, zdaj vzetih iz sodobnega španskega življenja, in so vrsta divjih satir in komentarjev o njegovi absurdnosti, mnogi le delno pojasnjeni s kratkimi naslovi. Spanje razuma proizvaja pošasti (špansko El sueño de la razón produce monstruos) je najbolj znana.

## ZnaniCapriccioumetniki
- Pietro Capelli
- Charles-Louis Clérisseau
- Leonardo Coccorante
- Viviano Codazzi
- Domenico Gargiulo
- Giovanni Ghisolfi
- Gennaro Greco
- Francesco Guardi
- Ascanio Luciano
- Pietro Paltronieri
- Giovanni Paolo Panini
- Giovanni Battista Piranesi
- Hubert Robert
- Marco Ricci
- Alessandro Salucci